# Kostel svatého Zikmunda (Králova Lhota)
Kostel svatého Zikmunda je římskokatolický filiální kostel v Králově Lhotě, patřící do farnosti České Meziříčí. Orientovaný kostel situovaný na vyvýšeném místě uprostřed hřbitova ve východní části obce je výraznou dominantou celé okolní krajiny. Je chráněn jako kulturní památka České republiky.

## Historie
Původně gotický kostel je připomínán roku 1344. Dle mínění faráře Spirocha byl postaven okolo roku 1366 za panování Karla IV., kdy bylo do Prahy přivezeno tělo sv. Zikmunda. Vyhořel roku 1641 a do roku 1644 byl obnovován. Další oprava byla provedena roku 1679. Poškozen byl opět v roce 1759 a obnoven do současné podoby byl v barokním slohu roku 1771. Dva kostelní zvony byly zrekvírovány za první světové války, roku 1934 darovali kostelu nový zvon – umíráček – manželé Rýdlovi.

## Architektura
Jednolodní stavba s obdélníkovou sakristií, presbytář je zakončen pravoúhle. Presbytář, sakristie a loď jsou plochostropé, triumfální oblouk je gotický lomený a kruchta je uložena na dvou sloupech. Na jižní straně je předsíň se vstupním mírně hrotitým portálem. Hranolová třípodlažní věž s bedněným ochozem na krakorcích se nachází v západním průčelí a je kryta stejně jako kostel dřevěnými šindeli, členěna je horizontálními římsami. Okna jsou pravoúhlá, v první a druhém patře jsou úzká střílnová okénka.

## Interiér
Na hlavním oltáři se nachází obraz patrona kostela s bohatě řezaným akantovým rámem se stuhou z roku 1679 a novější sochy světců. Varhany a kazatelna z období kolem roku 1700 jsou barokní.

## Okolí kostela
Kostel je obklopen hřbitovem s historicky cennou hřbitovní zdí, která je také na seznamu kulturních památek. Roku 1880 byl nahrazen původní dřevěný kříž novým křížem pískovcovým.

## Bohoslužby
Bohoslužby se konají první týden v měsíci v neděli od 14.00.

## Galerie

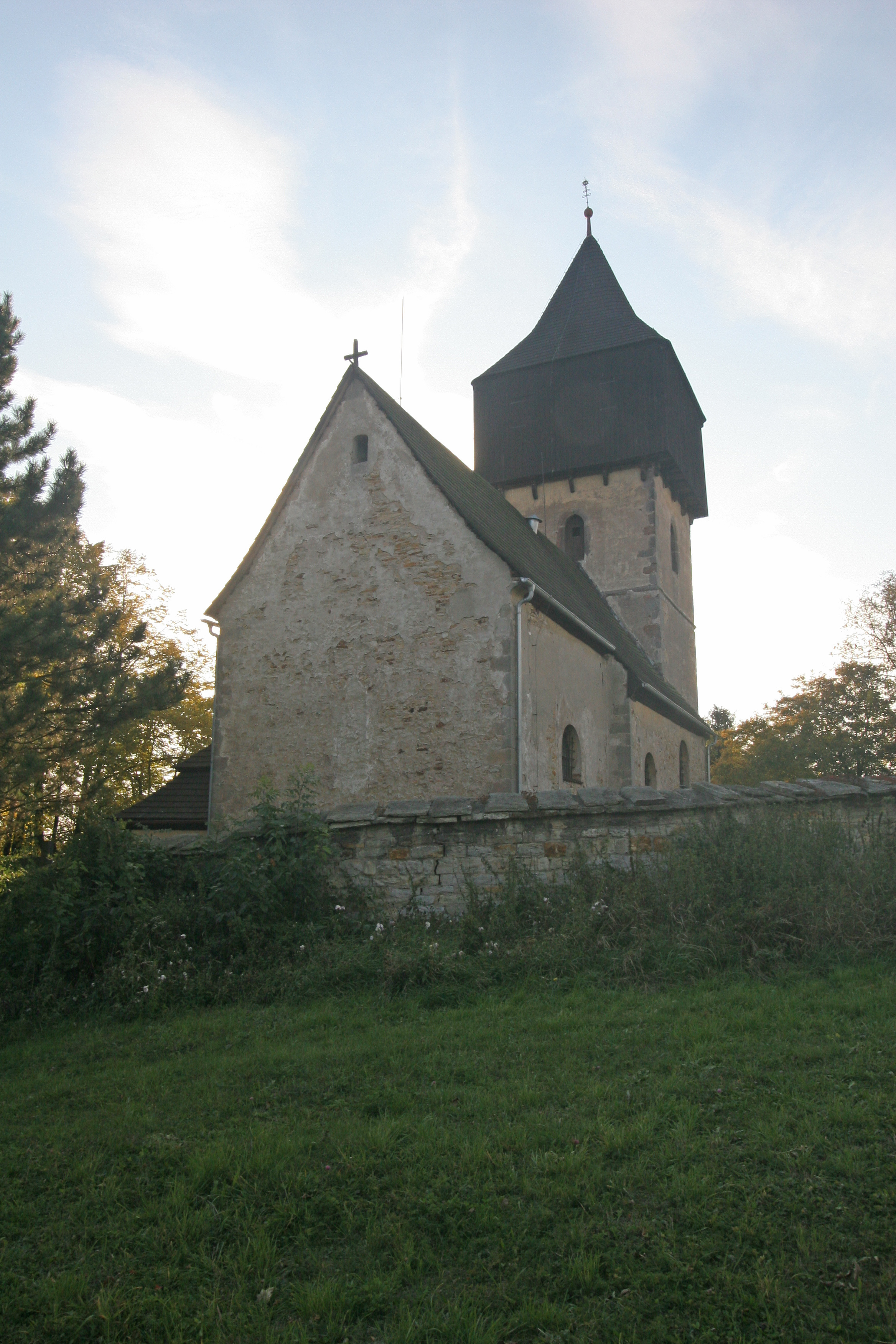
Kostel od východu
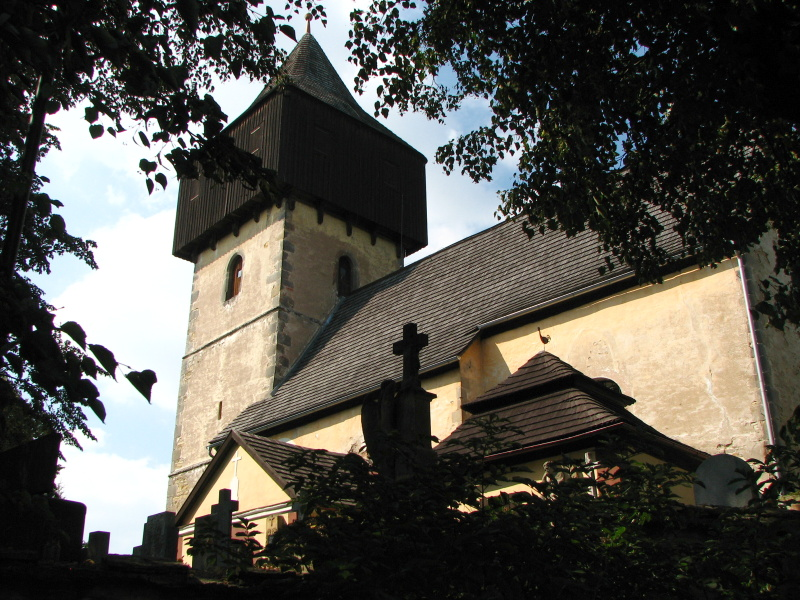
Kostel od jihu
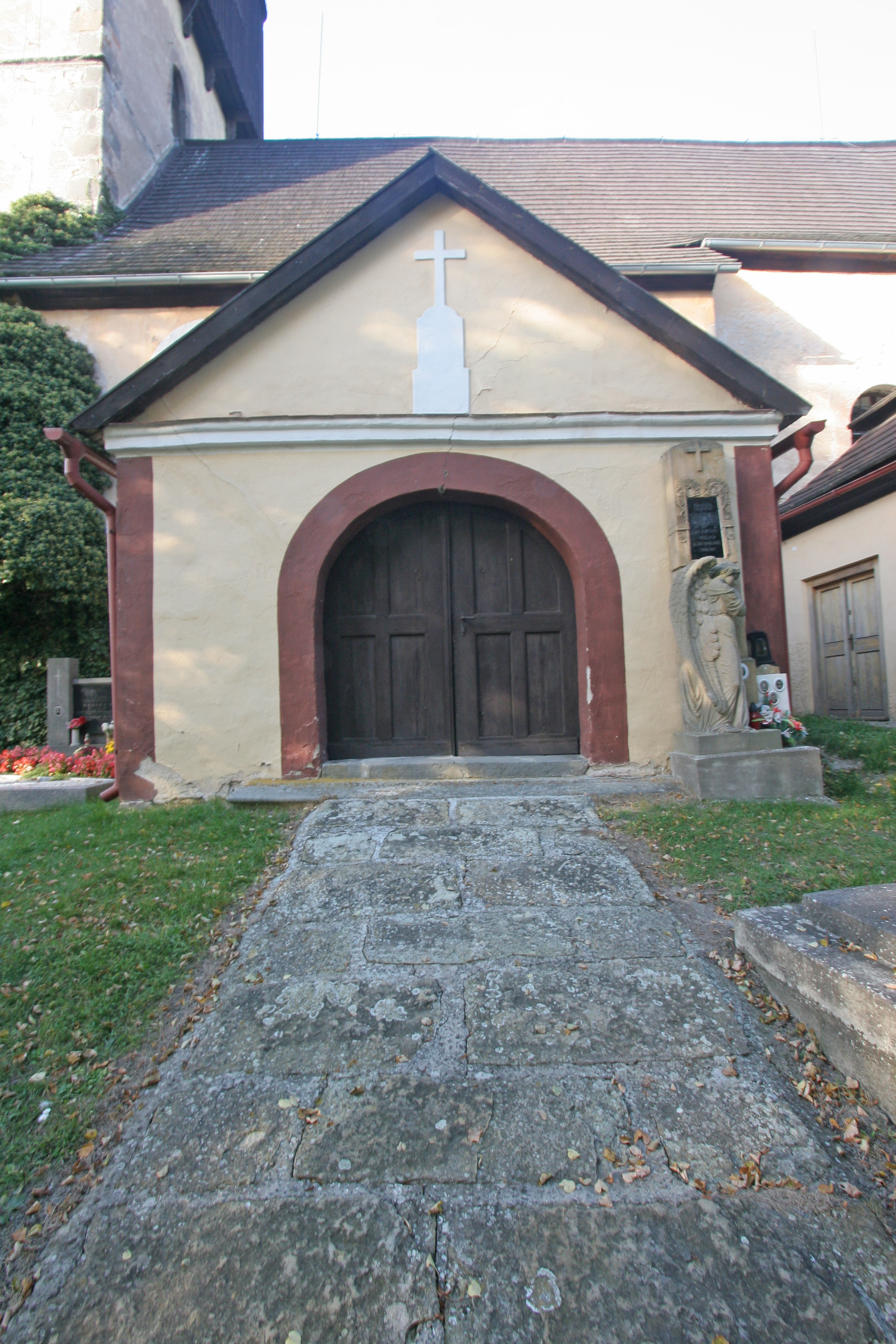
Vstupní portál od jihu
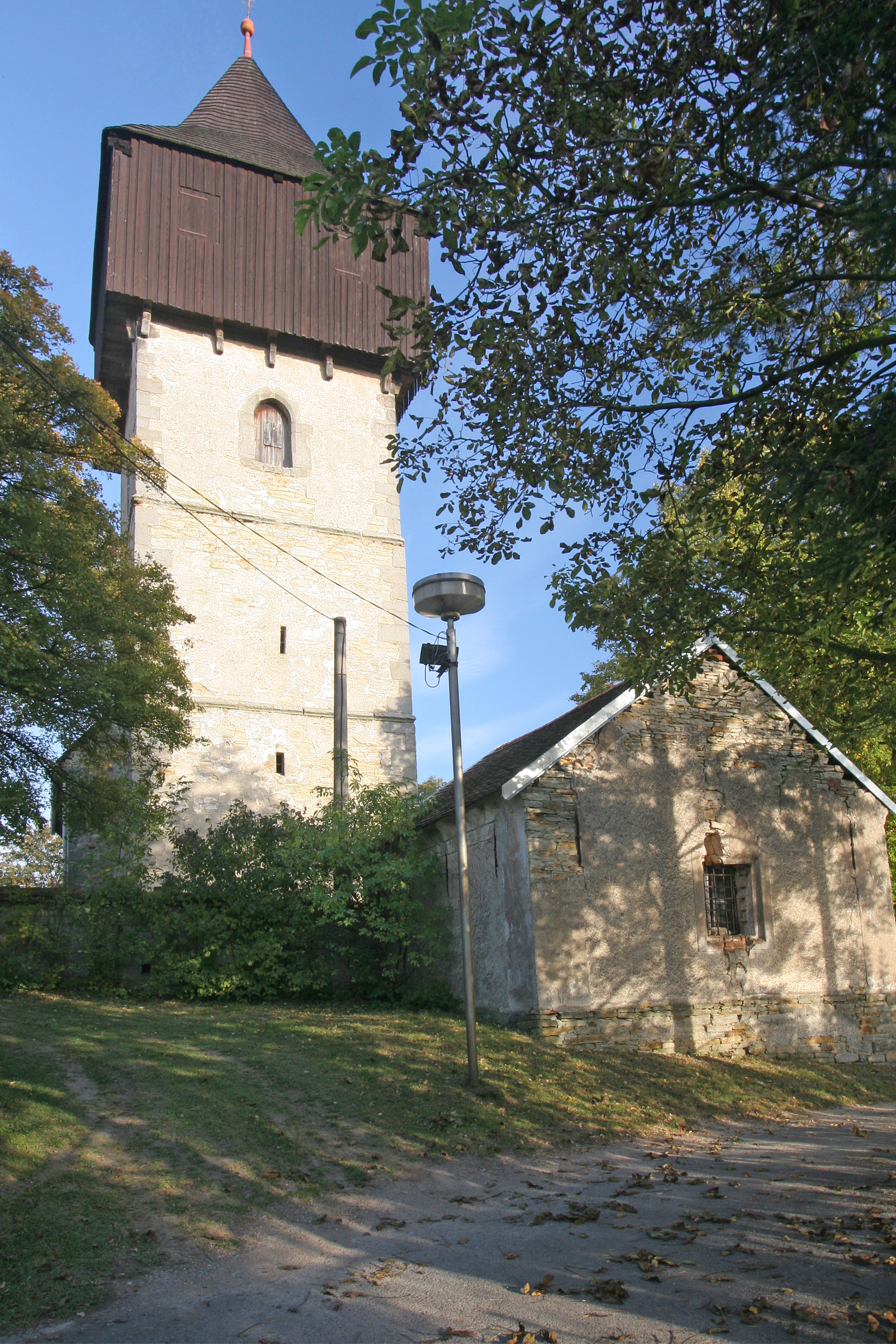
Věž kostela od západu
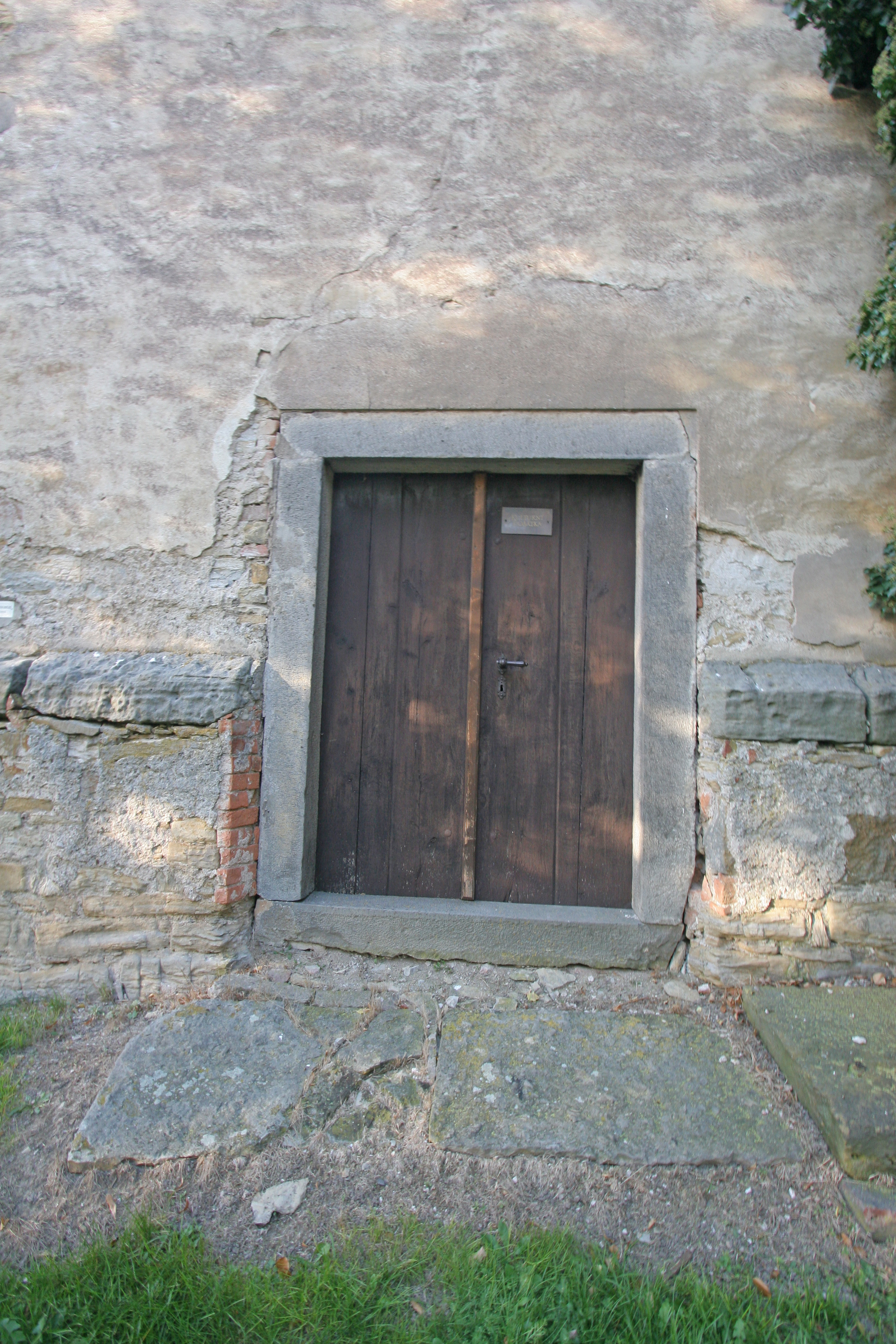
Vstup do věže
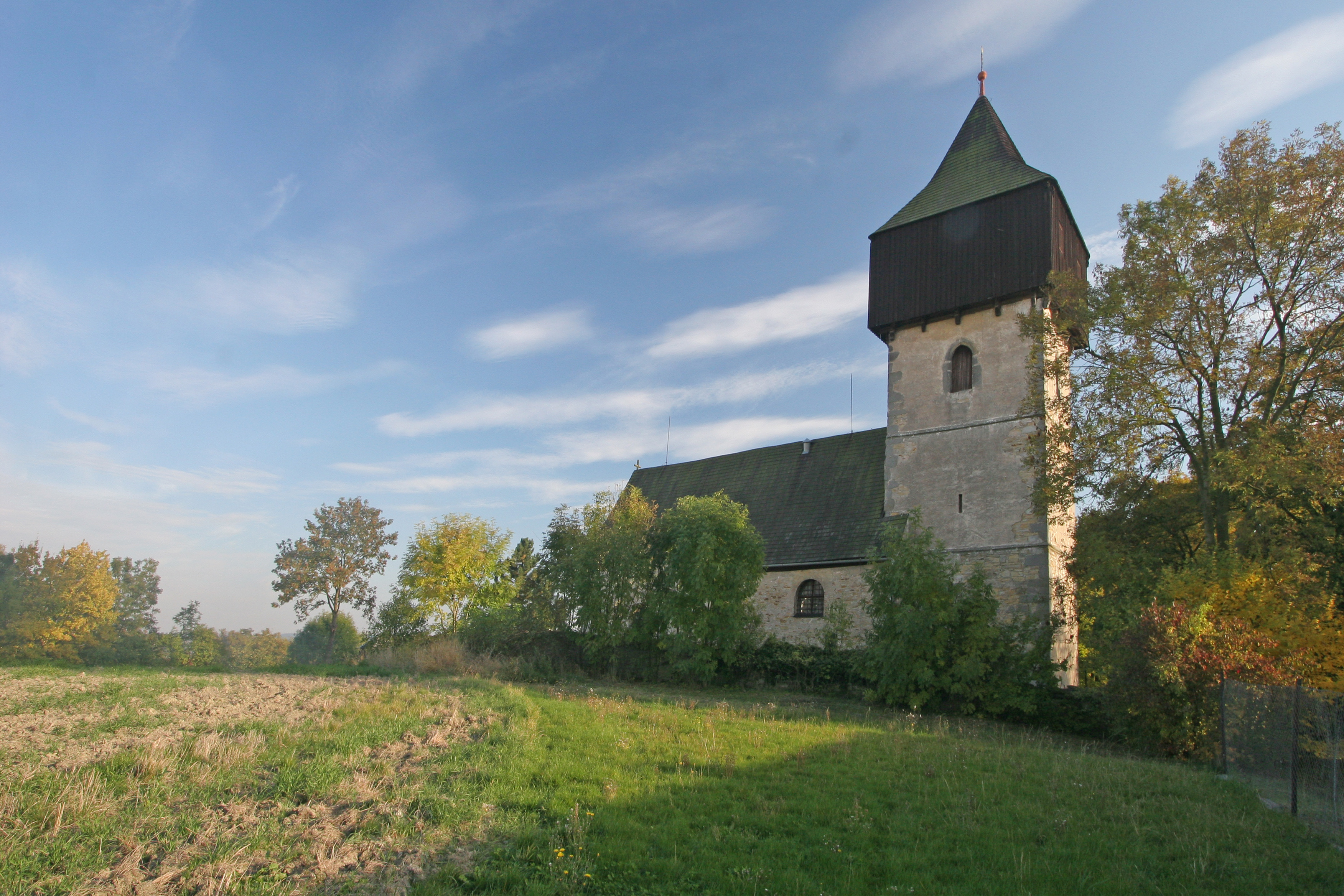
Kostel od severu